# Квінт Фабій Вібулан Амбуст
Квінт Фабій Вібулан Амбуст (лат. Quintus Fabius Vibulanus Ambustus; кінець V ст. до н. е.) — політичний діяч ранньої Римської республіки, консул 423 року до н. е., військовий трибун з консульською владою (консулярний трибун) 416 і 414 років до н. е.

## Життєпис
Походив з патриціанського роду Фабіїв. Син Квінта Фабія Вібулана, консула 467, 465, 459 років до н. е.
У 423 році до н. е. його було обрано консулом разом з Гаєм Семпронієм Атратіном. Він очолив війська, які рушили на допомогу Капуї проти вольсків та етрусків. Втім війна виявилася невдалою. Квінт Амбуст звинуватив у невдачі Гая Семпронія, на якого наклали штраф.
У 416 році до н. е. Вібулана було вперше обрано військовим трибуном з консульською владою разом з Авлом Семпронієм Атратіном, Марком Папірієм Мугілланом та Спурієм Навцієм Рутілом. Завдяки зваженим діям спонукав громадян до внутрішнього миру.
У 414 році до н. е. внаслідок нових конфліктів між патриціями та плебеями, легіонерами було вбито обраного військового трибуна з консульською владою Марка Постумія Альбіна Регілленса, а інших його колег розігнано, серед яких був й Квінт Фабій Вібулан Амбуст. Щоб виправити цю ситуацію його сенат призначив інтеррексом для обрання нових консулів. Останньому вдалося вгамувати пристрасті, а потім покарати вбивць Марка Постумія Альбіна. Про подальшу долю його відомості не збереглися.  